# Jamaican International 1976
Die Jamaican International 1976 im Badminton fanden vom 26. bis zumv 29. April 1976 in Kingston statt.

## Finalergebnisse
| Disziplin    | Sieger                        | Finalist                       | Ergebnis           |
| ------------ | ----------------------------- | ------------------------------ | ------------------ |
| Herreneinzel | Willy Nilsson                 | Victor Jaramillo               | 15-10, 15-13       |
| Dameneinzel  | Lesley Harris                 | Sherri Boyse                   | 11-6, 11-7         |
| Herrendoppel | Stefan Karlsson Claes Nordin  | Lucio Fabris James Muir        | 15-8, 11-15, 18-15 |
| Damendoppel  | Lesley Harris Pauline Delisle | Sherri Boyse Jean Folinsbee    | 15-5, 15-7         |
| Mixed        | Lucio Fabris Pauline Delisle  | Bruno Wackfelt Jennifer Haddad | 15-7, 15-3         |